# Xá-Muteba
Xá-Muteba – miasto w Angoli, w prowincji Lunda Północna.